# Muchajjam Ajn al-Halwati
Muchajjam Ajn al-Halwati (arab. ‏مخيم عين الحلوة‎) – największy obóz uchodźców palestyńskich w Libanie, położony na południowy wschód od Sydonu.
Został założony w 1948 roku przez UNRWA w celu zabezpieczenia uchodźców, którzy przybyli do Libanu po I wojnie izraelsko-arabskiej.
W 2023 roku znajdowało się w nim 64 143 osób.